# Тихорский, Василий Дмитриевич
Василий Дмитриевич Тихорский (20 января 1930, село Журавлёвка, Тульчинский округ, Украинская ССР — 7 сентября 2001, село Маяки, Тульчинский район, Винницкая область, Украина) — проходчик горных выработок шахтоуправления «Новобутовское» комбината «Макеевуголь» Министерства угольной промышленности Украинской ССР, Донецкая область. Герой Социалистического Труда (1971).

## Биография
Родился в 1930 году в крестьянской семье в селе Журавлёвка Тульчинского округа. После освобождения Донбасса от оккупации осенью 1943 года восстанавливал разрушенные шахты на Донбассе. С 1948 года трудился проходчиком на шахте «Щегловская» Сталинской области. В последующем трудился проходичком на шахтах «Бутовская Северная» и «Бутовская» в Макеевке. Ежегодно показывал высокие трудовые результаты. По итогам Семилетки (1959—1965) был награждён Орденом Ленина.
Досрочно выполнил личное социалистическое обязательство и плановые задания Восьмой пятилетки (1966—1970). Указом Президиума Верховного Совета СССР от 30 марта 1971 года удостоен звания Героя Социалистического Труда за «выдающиеся успехи, достигнутые в выполнении заданий пятилетнего плана по развитию угольной и сланцевой промышленности и достижение высоких технико-экономических показателей».
После выхода на пенсию проживал в селе Маяки Тульчинского района. Умер в сентябре 2001 года.

## Награды
- Герой Социалистического Труда
- Орден Ленина — дважды (29.06.1966; 1971)
- Медаль «За трудовое отличие» (28.08.1954)
- Медаль «За восстановление угольных шахт Донбасса»